# Ration Farm Military Cemetery
Ration Farm Military Cemetery is een Britse militaire begraafplaats met gesneuvelden uit de Eerste Wereldoorlog, gelegen in de Franse gemeente La Chapelle-d'Armentières in het Noorderdepartement. De begraafplaats ligt op de gemeentegrens, meer dan anderhalve kilometer ten zuiden van het dorpscentrum, langs de weg naar Bois-Grenier. Ze werd ontworpen door Herbert Baker en wordt onderhouden door de Commonwealth War Graves Commission. De begraafplaats heeft een trapeziumvormig grondplan met een oppervlakte van 4.560 m² en wordt begrensd door een natuurstenen muur. De toegang bestaat uit een rechthoekig poortgebouw onder een plat dak en met een boogvormige doorgang geflankeerd door twee nissen. Centraal aan de westkant staat het Cross of Sacrifice en centraal aan de oostkant de Stone of Remembrance.
Er worden 1.317 gesneuvelden herdacht, waarvan 638 geïdentificeerde.

## Geschiedenis
Tijdens de Eerste Wereldoorlog liep het front door La Chapelle-d'Armentières. Ten zuiden van het dorp lag een boerderij, door de Britten Ration Farm genoemd, een kilometer achter het front aan het uiteinde van een communicatieloopgraaf. In februari 1915 werd hier een eerste begraafplaats aangelegd, Ration Farm Old Military Cemetery, die tot oktober dat jaar in dienst bleef en 73 graven telde. Toen begon men een nieuwe begraafplaats, Ration Farm New Military Cemetery, die tot het eind van de oorlog werd gebruikt.
Na de oorlog werd de begraafplaats uitgebreid met graven die verspreid lagen op de omliggende slagvelden en met graven uit kleinere begraafplaatsen die werden ontruimd. Er werden onder meer graven overgebracht uit Chapel Farm Cemetery in Fleurbaix en Ferme-Du-Biez Military Cemetery in La Chapelle-d'Armentières. Er werden ook graven overgebracht van Australiërs die in juli 1916 waren gesneuveld bij de gevechten bij Fromelles. In april 1923 werden de graven uit Ration Farm Old Military Cemetery op verzoek van de Franse overheid overgebracht naar de nieuwe en grotere begraafplaats.
Er liggen 1.022 Britten, 259 Australiërs, 32 Nieuw-Zeelanders en 4 Duitsers begraven. Voor 6 Britten werden Special Memorials opgericht omdat hun graven niet meer gelokaliseerd konden worden en men aanneemt dat ze zich onder de naamloze grafzerken bevinden.

## Graven
- de Australische broers Arthur Matthews en Henry Matthews sneuvelden op 4 juli 1916 en liggen naast elkaar begraven. Een derde broer, onderluitenant Frederick William Matthews sneuvelde eveneens en ligt begraven in A.I.F. Burial Ground in Flers (Somme).

### Onderscheiden militairen
- John Gordon Brown, kapitein bij de Royal Fusiliers werd onderscheiden met het Military Cross (MC).
- James Cowan, korporaal bij de Argyll and Sutherland Highlanders werd onderscheiden met de Distinguished Conduct Medal (DCM).
- A. Berry en Alfred Charles Smith, allebei kanonnier bij de Royal Garrison Artillery; G. Bone, soldaat bij het Royal Army Medical Corps en J. Watson, soldaat bij de Northumberland Fusiliers werden onderscheiden met de Military Medal (MM).

### Minderjarige militairen
- onderluitenant John A.A. Moir, de kanonniers George C. Benton en W.A. Pamplin en de soldaten John H. Heald en Augustine Norman waren 17 jaar toen ze sneuvelden.

### Aliassen
- sergeant William Charles Herbert diende onder het alias C.W. Adkins bij het Middlesex Regiment.
- soldaat A.T. Browne diende onder het alias Frederick Thomas Brown bij de Australian Infantry, A.I.F..
- soldaat Samuel Thomson diende onder het alias S. Torbett bij de Argyll and Sutherland Highlanders.
- soldaat Edward William Clifton diende onder het alias E.W. Leneard bij de Australian Infantry, A.I.F..
- soldaat John James Minshaw diende onder het alias J. Morrison bij de Northumberland Fusiliers.